# Babylon Zoo
Babylon Zoo foi  uma banda britânica de rock de meados da década de 1990 oriunda de Wolverhampton, Inglaterra, liderada por Jas Mann. O grupo é mais conhecido pela canção "Spaceman", que em seu lançamento em 21 de janeiro de 1996, foi direto para a posição número 1 na UK Singles Chart, vendendo 418.000 cópias na primeira semana de lançamento. "Spaceman" também foi usada em uma propaganda da Levi Strauss & Co. 

## Discografia

### Álbuns
| Título                      | Lançado           | UK Albums Chart |
| --------------------------- | ----------------- | --------------- |
| The Boy with the X-Ray Eyes | fevereiro de 1996 | #6              |
| King Kong Groover           | fevereiro de 1999 | –               |

### Singles
| Ano  | Canção                        | UK Singles Chart              | Álbum                       |
| ---- | ----------------------------- | ----------------------------- | --------------------------- |
| 1995 | "Spaceman"                    | #1                            | The Boy with the X-Ray Eyes |
| 1996 | "Animal Army"                 | #17                           | The Boy with the X-Ray Eyes |
| 1996 | "The Boy with the X-Ray Eyes" | #32                           | The Boy with the X-Ray Eyes |
| 1999 | "All the Money's Gone"        | #46                           | King Kong Groover           |
| 1999 | "Honaloochie Boogie"          | Promo (somente na França)     | King Kong Groover           |
| 2000 | "Love Lies Bleeding"          | lançamento apenas na Internet |                             |